# Тома Кърчов
Тома Димитров Кърчов с псевдоним Енгелс е български революционер, деец на Вътрешната македоно-одринска революционна организация и на Българската комунистическа партия.

## Биография
Роден е на 18 март 1878 година в град Крушево, тогава в Османската империя, днес в Северна Македония. В 1896 година заминава за Белград, където за кратко работи и учи, но още същата година се установява да работи в София. През 1897 година се включва в Македоно-одринската социалдемократическа група към БРСДП в София, където още са Васил Главинов, Никола Карев и Велко Марков. Развива социалистическа дейност и в родния си град, до който пътува често. В 1897 година е арестуван в Крушево заедно с баща си от властите по клевета на свещеник Богдан Човев. В 1902 година влиза във ВМОРО.
След Илинденско-Преображенското въстание Никола Карев през Сърбия стига до София и се настанява в къщата на Кърчов. Карев го убеждава, че присъствието му в Крушево е необходимо за възстановяване на Организацията и Кърчов заминава след един ден. Препоръчани са му Лазар Главинов в Скопие и Лазар Плавев във Велес. След един месец престой в Крушево се връща в София, предава 40 лири на Карев и отново заминава за Македония, този път за Битоля. От 1904 година работи в Битоля, където става представител на Крушевския революционен район в окръжния революционен комитет на ВМОРО. В Битоля създава и социал-демократическа група, в която влизат учителите Георгиев, Добрев, Славейко Начев и други и учениците Григор Костов, Юруков и други. От 1906 до 1907 година е председател на окръжния комитет. По предателство на Петър Лигушев е арестуван, но с подкуп успява да избяга и става нелегален в Битолската чета. С четата се сражава в местността Нароско. След 4-5 месеца четничество заминава за Свободна България. Османските власти го осъждат на смърт задочно.
След Младотурската революция в 1908 година се завръща в Битоля и отново става член на окръжния революционен комитет, като остава такъв до 1914 година. Кърчов е сред учредителите на социалистически клуб в Битоля. През 1912 година е четник при Милан Матов.
При избухването на Балканската война в 1912 година е доброволец в Македоно-одринското опълчение първоначално като в четатата на Милан Матов. През Междусъюзническата война е в Сборната партизанска рота на МОО.
След Междусъюзническата война в 1913 година се установява в София. Баща му е арестуван от сръбските власти в Крушево и убит от бой. Жена му също е бита. През Първата световна война е в Първи полк на Единадесета дивизия.
На Единадесетия конгрес на Илинденската организация от 1939 година е избран за съветник в Ръководното ѝ тяло.
На 27 април 1943 година, като жител на София, подава молба за българска народна пенсия, която е одобрена и пенсията е отпусната от Министерския съвет на Царство България.
Става член на БКП през 1946 година.
Умира в 1962 година.